# Lekkoatletyka na Letnich Igrzyskach Olimpijskich 1912 – chód na 10 km mężczyzn
Chód na dystansie 10 kilometrów mężczyzn był jedną z konkurencji lekkoatletycznych rozgrywanych podczas V Igrzysk Olimpijskich w Sztokholmie.
Mistrzem olimpijskim w tej konkurencji został Kanadyjczyk George Goulding.

## Wyniki

### Eliminacje
Bieg 1
| Miejsce | Zawodnik          | Czas            | Uwagi |
| ------- | ----------------- | --------------- | ----- |
| 1       | George Goulding   | 47:14.5         | QF    |
| 2       | Ernest Webb       | 47:25.4         | QF    |
| 3       | Aage Rasmussen    | 48:15.8         | QF    |
| 4       | Fernando Altimani | 48:54.2         | QF    |
| 5       | William Palmer    | 51:21.0         | QF    |
| 6       | Samuel Schwartz   | 53:30.8         |       |
| 7       | Edward Renz       | 53:30.8         |       |
| —       | Kaarel Lukk       | Nie ukończył    |       |
| —       | Rudolf Richter    | Nie ukończył    |       |
| —       | Eduard Hermann    | Dyskwalifikacja |       |

Bieg 2
| Miejsce | Zawodnik          | Czas            | Uwagi |
| ------- | ----------------- | --------------- | ----- |
| 1       | William Yates     | 49:43.6         | QF    |
| 2       | Arthur St. Norman | 50:17.9         | QF    |
| 3       | Thomas Dumbill    | 50:57.6         | QF    |
| 4       | Vilhelm Gylche    | 51:13.8         | QF    |
| 5       | Frederick Kaiser  | 51:31.8         | QF    |
| 6       | Alfred Voellmeke  | 52:29.0         |       |
| 7       | Rolando Salinas   | 55:02.0         |       |
| 8       | Henrik Ripszám    | 55:20.6         |       |
| 9       | Aleksis Ajde      | 59:24.4         |       |
| —       | István Drubina    | Nie ukończył    |       |
| —       | Robert Bridge     | Dyskwalifikacja |       |
| —       | William Murray    | Dyskwalifikacja |       |
| —       | Niels Pedersen    | Dyskwalifikacja |       |

### Finał
| Miejsce | Zawodnik          | Czas            |
| ------- | ----------------- | --------------- |
| 1       | George Goulding   | 46:28.4         |
| 2       | Ernest Webb       | 46:50.4         |
| 3       | Fernando Altimani | 47:37.6         |
| 4       | Aage Rasmussen    | 48:00.0         |
| —       | Vilhelm Gylche    | Nie ukończył    |
| —       | Frederick Kaiser  | Nie ukończył    |
| —       | William Palmer    | Nie ukończył    |
| —       | Thomas Dumbill    | Dyskwalifikacja |
| —       | Arthur St. Norman | Dyskwalifikacja |
| —       | William Yates     | Dyskwalifikacja |